# Inchiesta sul disastro di Aberfan

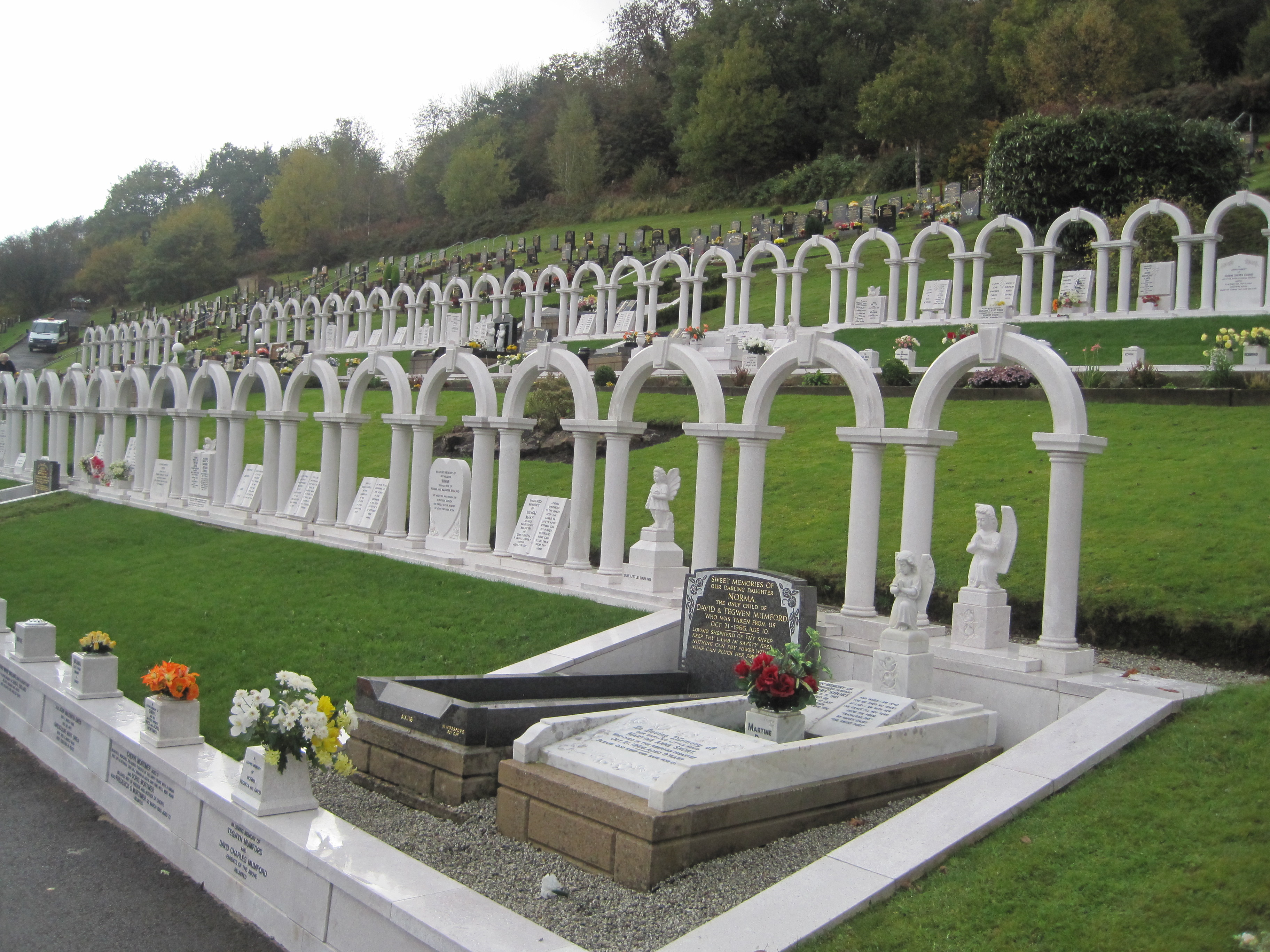
Gli archi bianchi nel cimitero di Bryntaf, Aberfan, segnano le tombe dei bambini rimasti uccisi nel disastro.

L'inchiesta sul disastro di Aberfan fu condotta dall'ottobre del 1966 all'agosto dell'anno seguente, per indagare sulle cause e le circostanze del disastro di Aberfan, avvenuto il 21 ottobre 1966. A tale scopo fu istituito un apposito tribunale d'inchiesta, denominato Tribunal of Inquiry into the Aberfan Disaster, presieduto dal giudice della Corte d'Appello Edmund Davies. Il rapporto elaborato del tribunale attribuì la responsabilità del disastro al National Coal Board, l'ente proprietario della miniera, e a nove suoi funzionari con gradi diversi di colpa.

## Il disastro
Il 21 ottobre 1966 il cumulo di materiale di scarto derivante dall'estrazione del carbone posto sopra il villaggio gallese di Aberfan, vicino a Merthyr Tydfil, franò uccidendo 116 bambini e 28 adulti. Più di 40000 m³ di detriti sommersero il villaggio in pochi minuti. Le aule della scuola elementare Pantglas furono immediatamente inondate; diversi bambini e insegnanti morirono per i traumi riportati o per soffocamento.

## Istituzione del tribunale
Il 26 ottobre 1966, dopo l'approvazione delle risoluzioni in entrambe le Camere del Parlamento, Cledwyn Hughes, Segretario di Stato per il Galles, istituì un tribunale per indagare sulle cause e le circostanze relative al disastro di Aberfan, ai sensi del Tribunals (Evidence) Act del 1921. Fu presieduto dal rispettato giudice della Corte d'Appello e consigliere di stato Edmund Davies, di origini gallesi (era nato a due miglia da Aberfan e aveva frequentato la Mountain Ash Grammar School).
Nell'ottobre del 1966 era operante una commissione reale sui tribunali, diretta dal giudice della Corte d'Appello Cyril Salmon. La commissione, nel rapporto pubblicato nel novembre di quello stesso anno, sottolineò come "non si dovesse mai fare ricorso al Tribunals (Evidence) Act per questioni locali o di poca importanza pubblica, ma sempre e limitatamente a questioni di vitale importanza pubblica, alle quali fosse associata una crisi di fiducia a livello nazionale". Sebbene inoltre il ricorso a tale strumento giuridico non prevedesse l'immunità relativamente alle testimonianze rese, la commissione Salomon raccomandò di accordarla nel corso dell'inchiesta. Ancor più perché il riverbero mediatico delle conclusioni sarebbe stato così esteso che difficilmente gli imputati avrebbero potuto ottenere un equo processo (in ambito civile o penale) successivamente. A giudizio della commissione, infatti, nell'approvare l'istituzione del tribunale ai sensi del Tribunals (Evidence) Act, il Parlamento doveva aver appurato che dei procedimenti civili o penali non avrebbero potuto affrontare adeguatamente la questione.
Prima dell'inizio dei lavori del tribunale speciale, il procuratore generale impose delle restrizioni ai mezzi di comunicazione nel formulare speculazioni circa le cause del disastro. Harold Harding, un ingegnere civile, e Vernon Lawrence, un ex impiegato del Consiglio della contea del Monmouthshire, assistettero il giudice Davies nel processo.

## Le audizioni
Il tribunale d'inchiesta lavorò per 76 giorni - la più lunga indagine di questo tipo nella storia britannica fino a quel momento. Interrogò 136 testimoni, esaminò 300 reperti e ascoltò 2 500 000 parole di testimonianza, che variavano dalla storia delle miniere nell'area del disastro alle condizioni geologiche della regione. Il rapporto del tribunale osservò che «gran parte del tempo del tribunale avrebbe potuto essere risparmiato se [...] il National Coal Board non avesse resistito ostinatamente a ogni tentativo di riconoscere la colpa dove così chiaramente doveva trovarsi - alla sua porta». Prima del quarantanovesimo giorno, nessun testimone dell'NBC ammise che le disposizioni in materia di sicurezza dei cumuli erano state inadeguate; prima del sessantacinquesimo giorno, nessuno ammise che (contrariamente alle dichiarazioni rese da Lord Robens, presidente dell'NCB) l'instabilità del cumulo n. 7 avrebbe potuto essere chiaramente prevista e che ciò fosse noto all'NCB «ancor prima che iniziassero le sedute formali dell'inchiesta» (in corsivo nell'originale).
Lord Robens fu quindi invitato a testimoniare per fornire spiegazioni a riguardo dell'incapacità dell'NCB di correggersi pubblicamente una volta che fosse risultato chiaro che erano state rese dichiarazioni erronee. Robens dichiarò di aver saputo anche prima che iniziasse l'inchiesta che l'instabilità del cumulo avrebbe potuto essere prevista, ma durante un esame incrociato «diede risposte incoerenti». Il tribunale d'inchiesta fu allora invitato dal consulente dell'NCB a ignorare la testimonianza resa da Robens, cosa che accadde. A riguardo del comportamento tenuto dal direttore dell'NBC, il tribunale concluse che aveva dimostrato poca saggezza nel non ammettere fin dal principio la sua scarsa conoscenza tecnica; fornendo informazioni errate finì per attirare su di sé l'amaro risentimento degli abitanti di Aberfan.
Il tribunale d'inchiesta chiuse i lavori il 28 aprile 1967 per formulare il verdetto e pubblicò il suo rapporto il 3 agosto.

## Il rapporto del tribunale d'inchiesta
Il rapporto nella sua introduzione affermava:
(Inchiesta sul disastro di Aberfan, Introduzione, paragrafo 18)
In particolare, il tribunale concluse che:
II. There was a total absence of tipping policy and this was the basic cause of the disaster. In this respect, however, the National Coal Board were following in the footsteps of their predecessors. They were not guided either by Her Majesty's Inspectorate of Mines and Quarries or by legislation.

III. There is no legislation dealing with the safety of tips in force in this or any country, except in part of West Germany and in South Africa.

IV. The legal liability of the National Coal Board to pay compensation for the personal injuries (fatal or otherwise) and damage to property is incontestable and uncontested.»
II. C'è stata una totale assenza di politiche nella gestione dei cumuli e questa è stata la causa fondamentale del disastro. Al riguardo, tuttavia, il National Coal Board stava seguendo le orme dei suoi predecessori. Non era stato guidato né dall'Her Majesty's Inspectorate of Mines and Quarries, né dalla legislazione.

III. Non c'è alcuna legislazione in vigore relativamente alla sicurezza dei cumuli in questo o in altri paesi, ad eccezione di parte della Germania Ovest e del Sudafrica.

IV. La responsabilità legale del National Coal Board di pagare un risarcimento per lesioni personali (mortali o di altro tipo) e danni materiali è incontestabile e non contestata.»
( Edmund Davies (presidente), Tribunal Summary, in Report of the Tribunal appointed to inquire into the Disaster at Aberfan on October 21st 1966 , HL 316, HC 553, Londra, HMSO, 1967,  pp. 131-132.)
Inoltre, nel rapporto di inchiesta furono elencate anche le principali lezioni imparate dall'incidente, furono fornite delle raccomandazioni per il National Coal Board e le autorità locali e furono indicate delle questioni su cui il Parlamento fu invitato a legiferare.
La grande quantità d'acqua che si era raccolta nel cumulo n. 7 fu la causa specifica che causò la frana. Un piccolo slittamento fu sufficiente per causare la liquefazione di una grande quantità di materiale, fine e saturo d'acqua, del cumulo (tissotropia), che poi scivolò a valle, lungo la collina. Sebbene fosse stato stimato che gli sterili di miniera costituissero circa il 10% del cumulo al momento del disastro, l'inchiesta concluse che questo non costituì un fattore decisivo: «A causa delle caratteristiche geologiche e geografiche e delle dimensioni del cumulo, l'opinione degli esperti è che ci sarebbe stata una grande frana anche se non ci fossero stati sterili di miniera».
Nel 1958 il cumulo era stata realizzato su un ruscello (già segnalato sulle mappe, come quella dell'Ordnance Survey) e, già prima dell'evento che avrebbe condotto al disastro, aveva subito episodi franosi di piccola entità. La sua mancanza di stabilità era pertanto nota sia ai gestori delle miniere che ai lavoratori, ma fu fatto ben poco al riguardo. Le proposte di intervento erano responsabilità di ingegneri meccanici, che avevano solo una vaga conoscenza a riguardo della stabilità di cumuli terrosi. L'attenzione della direzione e degli ingegneri della miniera (che il tribunale d'inchiesta riconobbe generalmente devoti e sovraccarichi di lavoro) era concentrata altrove:
[...] Abbiamo scoperto che molti testimoni [...] non avevano consapevolezza di ciò che stava davanti ai loro occhi. Non era entrato nella loro coscienza. Era come se le talpe venissero interrogate sulle abitudini degli uccelli (Report of the Tribunal appointed to inquire into the Disaster at Aberfan, Londra, HMSO, 1967), p. 11).»
La mancanza di attenzione da parte dell'NCB e del personale della miniera a riguardo delle condizioni geologiche di scarsa stabilità del cumulo e la mancata reazione anche dopo i primi episodi franosi, seppur di piccola entità, furono i principali fattori che contribuirono alla catastrofe. Il tribunale d'inchiesta scoprì che i cumuli non erano mai stati oggetto di indagine approfondita e, fino al momento della frana, il materiale veniva scaricato in modo caotico e non pianificato. Ripetuti avvertimenti sulla pericolosa condizione del cumulo erano stati ignorati; anche dopo le rimostranze del Merthyr Borough Council, gli ingegneri civili dell'NCB (che avrebbero potuto rendersi conto del pericoloso stato del cumulo se l'avessero visto) non erano stati coinvolti. Nell'opinione del tribunale, "se vi fosse stata un'indagine adeguata al fine di allentare le paure e risolvere i dubbi, l'effetto sul corso degli eventi [...] avrebbe potuto essere meno drammatico e decisivo". Il tribunale d'inchiesta indicò specificatamente di non aver trascurato l'argomentazione di Geoffrey Howe a nome dei direttori della miniera che gli sterili avevano svolto un ruolo importante nella cattiva gestione del cumulo: "si riteneva che rappresentassero il pericolo significativo e che il pericolo fosse stato rimosso, avendo interrotto la pratica di depositarli sul sito". Nessuna colpa fu attribuita al consiglio del distretto di contea di Merthyr Tydfil o all'Unione Nazionale dei Minatori, avendo loro supposto che l'NCB agisse sulla base di solide valutazioni tecniche.

## Eventi successivi
Il National Coal Board fu chiamato a versare un risarcimento di 160 000 sterline: 500 sterline per decesso, con l'aggiunta di altro denaro per i sopravvissuti traumatizzati e le proprietà danneggiate. A nove impiegati dell'ente fu imputata la responsabilità del disastro, con diversi gradi di colpa. Nel rapporto conclusivo, i giudici criticarono i principali testimoni dell'NCB per non aver collaborato abbastanza con l'inchiesta. Nessun impiegato dell'NCB fu retrocesso, licenziato o perseguito penalmente a seguito del disastro di Aberfan o per le testimonianze fornite nell'inchiesta (uno di essi che aveva reso una testimonianza particolarmente insoddisfacente, venne promosso proprio mentre il Parlamento stava discutendo dell'esito dell'inchiesta). Lord Robens e i membri del consiglio di amministrazione dell'NCB mantennero i loro incarichi.
Dopo la pubblicazione del rapporto, Lord Robens offrì le proprie dimissioni al ministro dell'energia, Richard Marsh. Nonostante Robens avesse mantenuto un atteggiamento battagliero nei confronti del governo e diversi ministri sostenessero fermamente che avrebbe dovuto dimettersi, nel settembre del 1967 il primo ministro Harold Wilson e Marsh rifiutarono le sue dimissioni. Ciò perché Robens "stava riuscendo a portare avanti l'industria del carbone senza grandi scioperi in un periodo di dolorosa contrazione" e godeva, inoltre, di forte sostegno all'interno dell'industria carboniera e del movimento sindacale, come ebbe modo di evidenziare Ronald Dearing, un membro di alto livello dello staff del Ministero dell'energia che guidò Marsh nella decisione. Il laburista Leo Abse così si espresse per conto di molti: «[...] quando vidi quella che ho considerato una pavana priva di grazia danzata da Lord Robens e dal Ministro [Marsh], mentre il presidente del National Coal Board offriva timidamente le proprie dimissioni e, altrettanto timidamente, il ministro respingeva l'offerta, pensai che fosse uno spettacolo vergognoso».
I documenti pubblicati nel 1997, in base al Public Records Act 1958, hanno rivelato che Robens lavorò con l'Unione Nazionale dei Minatori per raccogliere supporto e concordò la formulazione della lettera con cui Marsh avrebbe respinto le sue dimissioni prima ancora di presentarle. In un'intervista trasmessa nel 2006, Marsh, dopo aver parlato di un confronto con Robens, disse: «Quando ne abbiamo discusso, gli dissi: «Beh, mandami le tue dimissioni e ti risponderò con una lettera che dirà: "le posso comprendere, ma non le accetto"».